# Sooretamys angouya
Sooretamys angouya és una espècie de mamífer rosegador de la família dels cricètids. Viu a l'Argentina, el Brasil i el Paraguai. Els seus hàbitats naturals són els boscos secundaris i els boscos de galeria de cerrado. Es creu que no hi ha cap amenaça significativa per a la supervivència d'aquesta espècie, encara que algunes poblacions estan afectades per l'expansió de l'agricultura.